# Walgrave
Walgrave – wieś w Anglii, w hrabstwie Northamptonshire, w dystrykcie (unitary authority) West Northamptonshire. Leży 14 km na północny wschód od miasta Northampton i 105 km na północny zachód od Londynu. Miejscowość liczy 822 mieszkańców.